# ダイアー・ストレイツ
ダイアー・ストレイツ（Dire Straits）は、イギリスのロックバンド。1970年代末から90年代初頭に掛けて、ポップシーンにありながらも流行とは一線を画した音楽で世界的な人気を誇ったグループである。1983年に来日。

## 結成
1976年ロンドンにて結成される。オリジナル・メンバーは、マーク・ノップラー（リードギター&ボーカル）と弟のデヴィッド・ノップラー（リズムギター）、ジョン・イルズリー（ベース）、ピック・ウィザース（ドラム）の4人構成で、当初のグループ名は「カフェ・レーサーズ（Cafe Racers）」。当時、音楽で生計を立てていたのはセッションマンのウィザースのみで、マークは成人教育カレッジの講師、デヴィッドは民生委員、ジョンは大学に通う傍ら銀行に勤めて収入を得て、それをそっくり音楽活動に注ぎ込んでいた。ウィザースの友人が万年金欠状態のメンバーをからかって叩いた軽口を拝借して、「Dire Straits」（"dire"は「ひどい、無残な、差し迫った」、"strait"は「断崖、苦境、困窮」の意）の名称に落ち着く。ようやく1977年に、ヴァーティゴ・レコードと契約したバンドは、1978年にトーキング・ヘッズのイギリス・ツアーでオープニングアクトを務めた後、マフ・ウィンウッド（元スペンサー・デイヴィス・グループのベーシストで、スティーヴ・ウィンウッドの兄）のプロデュースで、ファースト・アルバムの録音に入った。また、同年にはワーナー・ブラザース・レコードと米国及びカナダの北米地区における契約を得ている。

## 略歴
1978年にファースト・アルバム『悲しきサルタン』をリリースする。ルーツ・ミュージックに独自の解釈を施した音楽に高い評価を付ける向きもあったものの、当時のトレンドである音楽ジャンルとは異質であり、直ちにチャート・アクションには反映されなかった。しかし、オランダのVPROラジオでファースト・シングルの「悲しきサルタン」がヘヴィー・ローテーションされた頃から風向きが変わりチャートを上昇、その後ヨーロッパとアメリカに飛び火した人気が本国も刺激し、ツアーの効果もあってアルバムは全米で2位、全英で8位を記録し、全世界で1,500万枚を売り上げる。また、ロサンゼルスでダイアー・ストレイツのライヴを観たボブ・ディランは、ノップラーとウィザースをアルバム『スロー・トレイン・カミング』のレコーディング・メンバーに起用した。
1979年にはセカンド・アルバム『コミュニケ』も成功を収めるが、1980年、アルバム『メイキング・ムーヴィーズ』制作中にデヴィッド・ノップラーが脱退し、Eストリート・バンドのロイ・ビタンが代役を務める。その後ハル・リンデスとアラン・クラークが加入し、バンドは5人編成となった。
1982年、アルバム『ラヴ・オーヴァー・ゴールド』が全英アルバムチャートで1位を獲得し、同作からの先行シングル「哀しみのダイアリー」がイギリスやオランダ等で大ヒットするが、同アルバムを最後にピック・ウィザースが脱退し、元ロックパイルのテリー・ウィリアムズが加入。1983年には、最初で最後の日本公演も行った。同年にはノップラーとクラークがボブ・ディランのアルバム『インフィデル』のレコーディングに参加し、ノップラーは共同プロデューサーも務めた。その後ハル・リンデスが脱退しガイ・フレッチャーが加入。
1985年に発表したアルバム『ブラザーズ・イン・アームス』では、スティングをフィーチャーしたシングル曲「マネー・フォー・ナッシング」の3DCG（当時としては最新鋭の技術であった）を取り入れたミュージック・ビデオが、MTVで大量にオンエアされた（ちなみに、元々はMTVに対する不満などを述べた曲なのだが、MTVによってヒットしたという皮肉な結果に終わっている）効果で全米1位を3週連続でキープする爆発的なヒットを記録。イギリス国内だけでも390万枚以上を売り上げるセールスを達成し、英国内での歴代アルバムセールスランキングでも、クイーンの『グレイテスト・ヒッツ』、ビートルズの『サージェント・ペパーズ・ロンリー・ハーツ・クラブ・バンド』、ABBAの『アバ・ゴールド』、オアシスの『モーニング・グローリー』、アデルの『21』、マイケル・ジャクソンの『スリラー』に次ぐ歴代7位を記録（2012年5月時点）。また、並行して敢行された2度のワールド・ツアーの効果も相まって、最終的に全世界で3,000万枚を超えるセールスを上げる。なお、このアルバムはLPからCDへの移行期にあたり、大ヒットしたアルバムということもあり、売り上げ内訳で、LPよりもCDが売れたことでも話題になった。
1988年9月、マーク・ノップラーはダイアー・ストレイツの解散を発表し、10月にベスト・アルバム『マネー・フォー・ナッシング』が発表される。ノップラーとガイ・フレッチャーはノッティング・ヒルビリーズのメンバーとして活動。
1991年にはノップラー、イルズリー、クラーク、フレッチャーが再結集し、ジェフ・ポーカロやマヌ・カチェ等のセッション・ミュージシャンを迎えて制作したアルバム『オン・エヴリー・ストリート』をリリース。更に、同アルバム発表後のライヴを収録した『オン・ザ・ナイト〜ダイアー・ストレイツ・ライヴ』と、過去のスタジオ・ライヴ音源を発掘した『ライヴ・アット・ザ・BBC』をリリースするが、世界的グループとして大規模な公演を行うことに疲れを感じたマーク・ノップラーの判断で、1995年に再び解散が発表された。2018年度『ロックの殿堂』入り。
バンドのアイデンティティのほぼすべてを、フロントマンのノップラーに負っており、彼が書いた楽曲以外の曲は、アルバムでもステージでもほとんど取り上げられていない（ごく例外的に、最初期のライヴではマークとデヴィッドが共作した What's The Matter, Baby? がセット・リストに入っていた）。

## メンバー
- マーク・ノップラー - ボーカル、ギター（1977年 - 1995年）
- ジョン・イルズリー - ベース、バッキング・ボーカル（1977年 - 1995年）
- デヴィッド・ノップラー - リズムギター、キーボード、バッキング・ボーカル（1977年 - 1980年）
- ピック・ウィザース - ドラムス（1977年 - 1982年）
- アラン・クラーク - キーボード（1980年 - 1995年）
- ハル・リンデス - リズムギター、バッキング・ボーカル（1980年 - 1985年）
- テリー・ウィリアムズ - ドラムス（1982年 - 1989年）
- ガイ・フレッチャー - キーボード（1984年 - 1995年）
- ジャック・ソンニ - リズムギター（1985年 - 1988年、ツアーのみ）

## ディスコグラフィ

### スタジオ・アルバム
| 年                                        | タイトル                                    | アルバム詳細                                                    | チャート最高位 | チャート最高位 | チャート最高位 | チャート最高位 | チャート最高位 | チャート最高位 | チャート最高位 | チャート最高位 | チャート最高位 | チャート最高位 | 認定 |
| 年                                        | タイトル                                    | アルバム詳細                                                    | UK             | AUS            | AUT            | CAN            | FRA            | GER            | NLD            | NZ             | SWI            | US             | 認定 |
| ----------------------------------------- | ------------------------------------------- | --------------------------------------------------------------- | -------------- | -------------- | -------------- | -------------- | -------------- | -------------- | -------------- | -------------- | -------------- | -------------- | --- |
| 1978                                      | 悲しきサルタン Dire Straits                 | - 発売日: 1978年10月7日 - レーベル: Vertigo                     | 5              | 1              | 17             | 2              | 1              | 3              | 3              | 2              | 7              | 2              | - UK: 2× プラチナ - CAN: 4× プラチナ - FRA: プラチナ - GER: プラチナ - NZ: プラチナ - SWI: 2× プラチナ - US: 2× プラチナ                                               |
| 1979                                      | コミュニケ Communiqué                       | - 発売日: 1979年6月15日 - レーベル: Vertigo - 全英売上: 30万枚  | 5              | 5              | 7              | 14             | 3              | 1              | 3              | 1              | 2              | 11             | - UK: プラチナ - CAN: 2× プラチナ - FRA: 2× プラチナ - GER: プラチナ - NZ: ゴールド - SWI: 3× プラチナ - US: ゴールド                                                  |
| 1980                                      | メイキング・ムーヴィーズ Making Movies      | - 発売日: 1980年10月17日 - レーベル: Vertigo - 全英売上: 60万枚 | 4              | 6              | 15             | 21             | 6              | 7              | 6              | 3              | —              | 19             | - UK: 2× プラチナ - CAN: 2× プラチナ - FRA: ゴールド - GER: ゴールド - NZ: プラチナ - SWI: ゴールド - US: プラチナ                                                     |
| 1982                                      | ラヴ・オーヴァー・ゴールド Love Over Gold   | - 発売日: 1982年9月20日 - レーベル: Vertigo                     | 1              | 1              | 1              | 6              | 2              | 4              | 1              | 1              | —              | 19             | - UK: 2× プラチナ - CAN: 2× プラチナ - FRA: プラチナ - GER: プラチナ - NZ: プラチナ - US: ゴールド                                                                     |
| 1985                                      | ブラザーズ・イン・アームス Brothers in Arms | - 発売日: 1985年5月13日 - レーベル: Vertigo - 全英売上: 430万枚 | 1              | 1              | 1              | 1              | 1              | 1              | 1              | 1              | 1              | 1              | - UK: 14× プラチナ - AUS: 17× プラチナ - AUT: 4× プラチナ - CAN: ダイヤモンド - FRA: ダイヤモンド - GER: プラチナ - NZ: プラチナ - SWI: ダイヤモンド - US: 9× プラチナ |
| 1991                                      | オン・エヴリー・ストリート On Every Street  | - 発売日: 1991年9月9日 - レーベル: Vertigo - 全英売上: 60万枚   | 1              | 1              | 1              | 3              | 1              | 1              | 1              | 1              | 1              | 12             | - UK: 2× プラチナ - AUS: 2× プラチナ - AUT: プラチナ - CAN: 2× プラチナ - FRA: ダイヤモンド - GER: プラチナ - NZ: プラチナ - SWI: 4× プラチナ - US: プラチナ           |
| "—"は未発売またはチャート圏外を意味する。 |                                             |                                                                 |                |                |                |                |                |                |                |                |                |                | |

### ライブ・アルバム
- 『アルケミィ〜ダイアー・ストレイツ・ライヴ』 - Alchemy: Dire Straits Live (1984年) ※CD化の際に 「Love over Gold」を追加収録し、曲順変更も含む再編集。
- 『オン・ザ・ナイト〜ダイアー・ストレイツ・ライヴ』 - On The Night (1993年)
- 『ライヴ・アット・ザ・BBC』 - Live at the BBC (1995年)

### コンピレーション・アルバム
| 年                                        | タイトル                                       | アルバム詳細                                                     | チャート最高位 | チャート最高位 | チャート最高位 | チャート最高位 | チャート最高位 | チャート最高位 | チャート最高位 | チャート最高位 | チャート最高位 | チャート最高位 | 認定 |
| 年                                        | タイトル                                       | アルバム詳細                                                     | UK             | AUS            | AUT            | CAN            | FRA            | GER            | NLD            | NZ             | SWI            | US             | 認定 |
| ----------------------------------------- | ---------------------------------------------- | ---------------------------------------------------------------- | -------------- | -------------- | -------------- | -------------- | -------------- | -------------- | -------------- | -------------- | -------------- | -------------- | --- |
| 1988                                      | マネー・フォー・ナッシング Money for Nothing   | - 発売日: 1988年10月17日 - レーベル: Vertigo - 全英売上: 120万枚 | 1              | 3              | 3              | —              | 1              | 2              | 4              | 2              | 1              | 62             | - UK: 4× プラチナ - AUS: 3× プラチナ - CAN: プラチナ - FRA: ダイヤモンド - GER: プラチナ - NZ: プラチナ - SWI: 3× プラチナ - US: プラチナ |
| 1998                                      | Sultans of Swing:The Very Best of Dire Straits | - 発売日: 1998年10月19日 - レーベル: Vertigo - 全英売上: 60万枚  | 6              | 4              | 5              | 60             | 1              | 6              | 6              | 6              | 3              | —              | - UK: 2× プラチナ - AUS: 6× プラチナ - AUT: ゴールド - FRA: プラチナ - GER: ゴールド - NZ: プラチナ - SWI: プラチナ                       |
| 2005                                      | Private Investigations                         | - 発売日: 2005年11月7日 - レーベル: Mercury - 全英売上: 60万枚   | 20             | 35             | 44             | —              | 4              | 36             | 23             | 17             | 15             | —              | - UK: 2× プラチナ - AUS: プラチナ - NZ: プラチナ                                                                                          |
| "—"は未発売またはチャート圏外を意味する。 |                                                |                                                                  |                |                |                |                |                |                |                |                |                |                | |

## 日本公演
- 1983年
  - 4月2.3.4日 東京 日本青年館
  - 4月5日 大阪 万国博ホール